# La Joya de los Sachas
La Joya de los Sachas è una parrocchia urbana dell'Ecuador, capoluogo dell'omonimo cantone, nella provincia di Orellana.